# 陈刚 (1966年5月)
陈刚（1966年5月—），男，汉族，湖北崇阳人，中华人民共和国政治人物。清华大学建筑学院城市规划专业在职研究生毕业，工学硕士，高级工程师。中国共产党第十八届中央委员会候补委员。

## 生平
1988年5月加入中国共产党。1989年8月参加工作。曾任清华大学建筑学院团委书记，广西壮族自治区柳州市市长助理、市城市综合管理办公室主任，北京市城乡规划委员会副主任，市规划委员会（首都规划建设委员会办公室）副主任、主任、党组书记。
2007年10月，接替落马的刘志华出任北京市人民政府副市长、党组成员，负责城市规划和奥运工程建设。
2012年7月3日，升任中共北京市委常委、北京市人民政府副市长。2017年2月21日，不再担任中共北京市委常委，2月24日辞去北京市副市长职务。

### 南水北调
2017年3月3日，任国务院南水北调工程建设委员会办公室副主任。2018年4月，转任中国科学技术协会党组成员（副部长级）。

### 落马
2019年1月6日，因涉嫌严重违纪违法，接受中央纪委国家监委纪律审查和监察调查。据财新网报道，陈刚曾在原国家安全部副部长马建协调下帮助外逃富商郭文贵协调贷款、处理违建。7月11日被双开，收缴违纪违法所得，移送检察机关依法审査起诉。2019年11月7日，江苏省南京市中级人民法院公开开庭审理了陈刚一案，检方指控陈刚2003年至2018年受贿1.28亿余元。其中，有近7000万是陈刚在调任科协后受贿所得。
2021年2月5日，江苏省南京市中级人民法院一审判处其有期徒刑15年，并处罚金人民币500万元。陈刚被认定为具有自首、重大立功表现。
《零容忍》披露，陈刚在北京怀柔建造了占地109亩的私家园林。